# Tyler Gaudet
Tyler Gaudet (* 4. April 1993 in Hamilton, Ontario) ist ein kanadischer Eishockeyspieler, der seit Juli 2025 erneut bei den Grizzlys Wolfsburg aus der Deutschen Eishockey Liga (DEL) unter Vertrag steht und dort auf der Position des Centers spielt. Zuvor war Gaudet bereits einmal für die Grizzlys Wolfsburg sowie Adler Mannheim und Düsseldorfer EG in der DEL aktiv. Darüber hinaus absolvierte er fast 400 Partien in der American Hockey League (AHL).

## Karriere

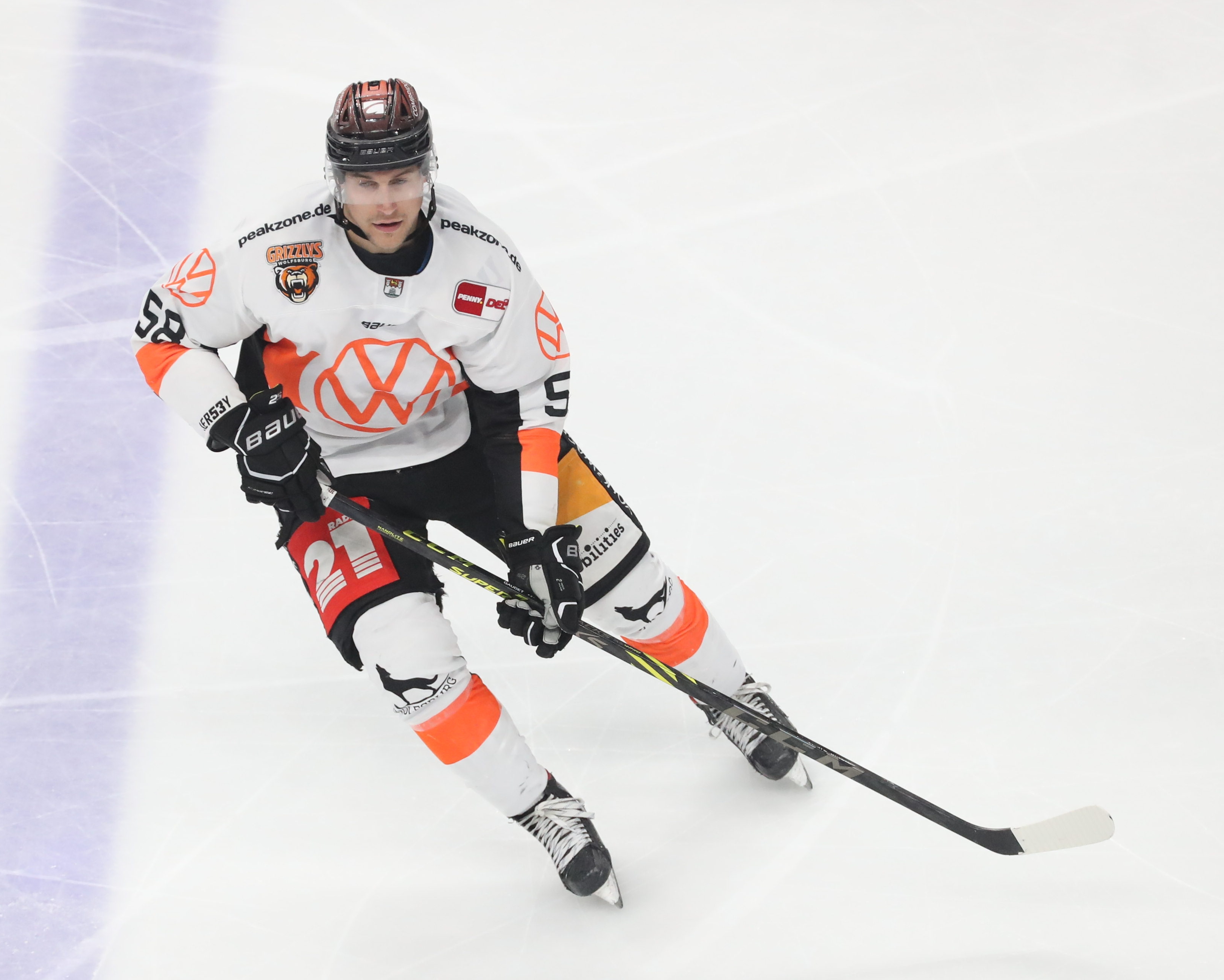
Gaudet im Trikot der Grizzlys Wolfsburg (2022)

Gaudet durchlebte zwischen 2010 und 2014 eine bewegte Juniorenkarriere, die ihn durch die Ontario Junior Hockey League (OJHL), Ligue de hockey junior majeur du Québec (LHJMQ), Central Canada Hockey League (CCHL) und schließlich Ontario Hockey League (OHL) führte. Dort wurde er zwischen 2012 und 2014 bei den Sault Ste. Marie Greyhounds sesshaft, nachdem er zuvor nur bei den Olympiques de Gatineau in der LHJMQ auf dem höchsten Niveau des kanadischen Junioreneishockeys zu Einsätzen gekommen war.
Als ungedrafteter Free Agent verpflichteten im November 2013 die damaligen Phoenix Coyotes aus der National Hockey League den Center und setzten ihn nach Beendigung der OHL-Saison 2013/14 für den Rest der Saison sowie die Saison 2014/15 in ihrem Farmteam, den Portland Pirates, in der American Hockey League ein. In seiner ersten kompletten Profi-Spielzeit feierte Gaudet auch sein NHL-Debüt, als er in zwei Partien für das inzwischen in Arizona Coyotes umbenannte Franchise zum Einsatz kam. Das Spieljahr 2015/16 verbrachte er ebenfalls in der AHL, allerdings bei den Springfield Falcons. Dazu gesellten sich allerdings weitere 14 NHL-Einsätze, in denen der Angreifer drei Scorerpunkte sammelte. Nach vier Jahren in der Organisation der Coyotes wurde Gaudet im Februar 2018 zur Trade Deadline samt John Ramage an die Nashville Predators abgegeben. Im Gegenzug wechselten Pierre-Cédric Labrie und Trevor Murphy nach Arizona. In der Organisation der Predators spielte Gaudet bis zum Ende der Saison 2018/19 ausschließlich für deren Farmteam Milwaukee Admirals. Im Juli 2019 wechselte er als Free Agent zu den Toronto Maple Leafs. Dort spielte er für die Toronto Marlies, die ihn in der Folge im Oktober 2020 mit einem auf die AHL beschränkten Vertrag ausstatteten.
Im August 2021 wechselte Gaudet zu den Grizzlys Wolfsburg aus der Deutschen Eishockey Liga (DEL). Für die Niedersachsen erzielte er 34 Scorerpunkte (17 Tore und 17 Assists) in 33 Hauptrundenpartien sowie weitere fünf Punkte in acht Playoff-Spielen und erreichte mit den Grizzlys das Playoff-Halbfinale. Im Mai 2022 erhielt Gaudet einen Vertrag beim DEL-Konkurrenten Adler Mannheim, bei dem er weitere zwei Spielzeiten in der DEL verbrachte. Zur Spielzeit 2024/25 stand der Kanadier zunächst ohne Arbeitgeber da, wurde aber nach dem schlechten Saisonstart im Oktober 2024 von der Düsseldorfer EG verpflichtet. Am Saisonende stieg Gaudet mit der DEG in die DEL2 ab und kehrte daraufhin nach Wolfsburg zurück, wo er bereits die Saison 2021/22 verbracht hatte.

## Karrierestatistik
Stand: Ende der Saison 2024/25
(Legende zur Spielerstatistik: Sp oder GP = absolvierte Spiele; T oder G = erzielte Tore; V oder A = erzielte Assists; Pkt oder Pts = erzielte Scorerpunkte; SM oder PIM = erhaltene Strafminuten; +/− = Plus/Minus-Bilanz; PP = erzielte Überzahltore; SH = erzielte Unterzahltore; GW = erzielte Siegtore; 1 Play-downs/Relegation; Kursiv: Statistik nicht vollständig)